# Campeonato Tocantinense de Futebol de 2013 - Segunda Divisão
A Segunda Divisão do Campeonato Tocantinense de Futebol foi a 5ª edição do torneio estadual do Tocantins.
Dez agremiações disputaram a competição.

## Critérios de desempate
Caso duas equipes terminem a fase final empatadas em pontos, utilizam-se os seguintes critérios de empate:
1. 1) Maior número de vitórias;
2. 2) Melhor saldo de gols;
3. 3) Maior número de gols-pró;
4. 4) Confronto direto;
5. 5) Menor número de gols sofridos;
6. 6) Sorteio na sede da FTF.

## Participantes
| - Alvorada (Alvorada) - Araguaína (Araguaína) - Atlético Cerrado (Paraíso do Tocantins) - Escola Paraíso (Paraíso do Tocantins) - Imagine (Palmas) | - Inove (Palmas) - Juventude (Dianópolis) - São José (Palmas) - Sparta (Araguaína) - Tocantins de Miracema (Miracema do Tocantins) |

## Premiação
| Campeonato Tocantinense 2013 - Segunda Divisão |
| ---------------------------------------------- |
| Tocantins de Miracema Campeão (1º título)      |